# Bembidion gratiosum
Bembidion gratiosum är en skalbaggsart som beskrevs av Thomas Casey. Bembidion gratiosum ingår i släktet Bembidion och familjen jordlöpare. Inga underarter finns listade i Catalogue of Life.